# Saffawi
Saffawi (arab. صفاوي) – wieś w Syrii, w muhafazie Hama. W 2004 roku liczyła 42 mieszkańców.